# 沈遘 (五代)
沈遘（？—956年），字期远，五代十国睢阳人。
父亲沈振，官至贝州永济县令，赠左谏议大夫。沈遘幼年丧父，以苦学为志，弱冠登进士第，初任校书郎，由御史台主簿拜为监察御史，五次升迁官至金部郎中，充三司判官。后周广顺年间，以本官知制诰。周世宗嗣位，擢升为翰林院学士，一年后，拜中书舍人充职。显德三年夏，扈从世宗南征，得病而归，至京师开封去世。沈遘为人谦和，每每文士求见，必选择其中的贤者而称誉，所以当时后进之士多仰慕他。